# Gunning Bedford, Jr.

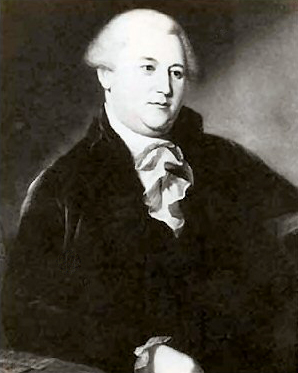
Gunning Bedford, Jr.

Gunning Bedford, Jr. (* 1747 in Philadelphia, Province of Pennsylvania; † 30. März 1812 in Wilmington, Delaware) war ein Politiker, Jurist und einer der Gründerväter der Vereinigten Staaten.
Gunning Bedford war der wichtigste Kämpfer für die Rechte der kleinen Staaten. Seine Erfahrung aus der Lokalpolitik zusammen mit seiner Arbeit im Kontinentalkongress lehrte ihn viel über die politische und wirtschaftliche Verwundbarkeit solcher Staaten wie Delaware. Anders als einige andere Vertreter kleiner Staaten, die die Bildung einer starken Zentralregierung wollten, um ihre Interessen gegen stärkere Nachbarn zu schützen, strebte Bedford nach einer Begrenzung der Macht der neuen Regierung. Als jedoch der Konflikt über die Vertretung den Verfassungskonvent zu sprengen drohte, legte er die lokalen Interessen zur Seite und sucht zum Wohle des Landes nach Kompromissen.

## Karriere vor dem Verfassungskonvent
Bedfords Familie konnte ihre Wurzeln bis zur Gründung von Jamestown, Virginia zurückverfolgen. Er war ein Cousin von Oberst Gunning Bedford, einem Helden des Amerikanischen Unabhängigkeitskrieges und Politiker aus Delaware, mit dem er oft verwechselt wird.
Bedford besuchte das College von New Jersey (heute Princeton University), wo er sich mit James Madison ein Zimmer teilte. Nach seinem Abschluss 1771 studierte er Recht bei George Read, einem einflussreichen Politiker mit Verbindungen nach Pennsylvania und Delaware, der ebenfalls die Verfassung der Vereinigten Staaten unterzeichnen wird. Über Bedfords frühe Karriere ist wenig bekannt bis zu dem Zeitpunkt, als er während der letzten Jahre der Amerikanischen Unabhängigkeitsbewegung in Dover und dann in Wilmington eine Rechtsanwaltspraxis eröffnete. Er saß in der frühe Nachkriegszeit kurz in der gesetzgebenden Körperschaft von Delaware und vertrat den Staat von 1783 bis 1785 im Kontinentalkongress. Er arbeitete von 1784 bis 1789 auch als Delawares Attorney General. Obwohl er 1786 ausgewählt wurde, den Staat beim Annapolis-Kongress zu vertreten, war Bedford unter den Delegierten, die die Versammlungen dieses kurzen Treffen verpassten. Zeugenaussagen besagen, dass er die Sorgen des Kongresses über die politischen und wirtschaftlichen Probleme, die mit den Artikeln der Konföderation zusammen hingen teilte – eine Sorge, die die Delegierten von Annapolis dazu brachte, die Versammlung einzuberufen, die als Verfassungskongress bekannt wurde.

## Beiträge zum Verfassungskongress
Vorrangig besorgt um die Bedrohung der kleinen Staaten in einer Bundesvereinigung, die möglicherweise durch mächtige, stark bevölkerte Nachbarn beherrscht würden, warnte Bedford die Delegierten in Philadelphia mit feurigen Worten, dass die kleinen Staaten zu ihrem eigenen Schutz nach Bündnissen mit ausländischen Partnern suchen müssten. Zuerst schloss er sich denen an, die nur die Artikel der Konföderation verbessern wollten, in dem Glauben, wie ein Delegierter es ausdrückte, dass „es keinen Mittelweg zwischen einer vollständigen Einbindung [der Staaten in eine Nation] und einer bloßen Konföderation der Staaten [gäbe]. Das Erste steht außer Frage und das Zweite müssen sie als nicht ganz gleiche Souveräne fortsetzen.“ Als jedoch die Idee des Entwurfs einer neuen Verfassung akzeptiert wurde, unterstützte er den New Jersey-Plan, ein System, das gleiche Vertretung für die Staaten in der nationalen gesetzgebenden Versammlung bot, ein Punkt, in dem die gesetzgebende Versammlung von Delaware seinen Delegierten keine Kompromisse erlaubt hatte. Bedford setzte sich für starke Begrenzungen der Macht der Exekutive ein und schlug Maßnahmen vor, mit denen die Staaten eine enge Kontrolle über die nationalen Gesetzgeber und Gerichte hatten, einschließlich einer Aufstellung der Bundesrichter durch die Gesetzgeber der Staaten.
Bedfords Reden zur Unterstützung dieser Ideen brachten den Delegierten William Pierce aus Georgia dazu, ihn als „markanten“ Redner mit einer „sehr befehlsartigen und aggressiven Art“ aber „von herzlichem und impulsivem Temperament und unbedacht in seinem Urteil“ zu bezeichnen. Einsehend, dass die Kongresssitzungen wegen des unerbittlichen Festhaltens an seinen Positionen den Bund in Gefahr bringen würden, nahm Bedford eine flexiblere Position ein. Er war damit einverstanden, in dem Ausschuss zu sitzen, der den Großen Kompromiss entwarf, der dornige Frage der Vertretung beilegte und das Einverständnis des Kongresses mit dem neuen Entwurf einer Regierung ermöglichte.

## Karriere nach dem Verfassungskongress
Bedford war Delegierter im Ratifizierungskongress von Delaware. Dank seines Einsatzes zusammen mit John Dickinson, Richard Bassett und anderen wurde Delaware der erste Staat, der die Verfassung bestätigte. Nach seinem Abschied vom Posten des Generalstaatsanwaltes von Delaware 1789 war er im selben Jahr und wieder 1793 als Präsidenten-Wahlmann tätig, beide Male für George Washington abstimmend. Ferner gehörte er im Jahr 1788 dem Senat von Delaware an. Weithin für seine Rechtskenntnisse respektiert, wurde Bedford von George Read und Richard Bassett, Senatoren aus Delaware und Mitunterzeichner, gefragt, einen Gesetzentwurf zu prüfen, der für die Organisation des Bundesrechtssystems in Betracht gezogen wurde. Bedford lobte das Dokument, das 1789 zum Gerichtsgesetz, einem der wichtigsten Arbeiten der gesetzgebenden Versammlung dieser Zeit wurde, als „großartige Arbeit“, brachte aber auch einige Bedenken zum Ausdruck. Er gab zu, dass das allgemeine Recht der USA schwer festzulegen war. „Dennoch“ forderte er „die Ehre Amerikas erfordert, dass es [eine Festlegung] klargemacht wird und dass, wenn wir jemanden dem Gesetz übergeben, dass es das Gesetz des eigenen Landes ist. Wenn die Prinzipien des Gesetzes irgend eines anderen Landes gut und einer Übernahme wert sind, dann sollen sie in das eigene Recht übernommen werden.“ Er glaubte, dass die Bestätigung der Verfassung ein „Augenblick der rechtlichen Emanzipation“ gewesen sei, bei dem erklärt wurde, dass „genau so wie das Fundament gebaut ist, der Überbau errichtet werden muss“. Im September 1789 wählte George Washington Bedford als Richter am Bundesbezirksgericht für Delaware aus, eine Position, die er bis zu seinem Tode behielt.
Bedford verlor nie das Interesse an seiner Heimatgemeinde. Glaubend, dass die Einrichtung von Schulen „ohne Zweifel ein Ding von vorrangiger Bedeutung ist“ wirkte er für die Verbesserung der Ausbildung in Wilmington. Er war Präsident des Aufsichtsrates der Wilmingtoner Akademie und als diese Institution zum Wilmingtoner College wurde, wurde er dessen erster Präsident.